# Кузнецов, Иван Осипович

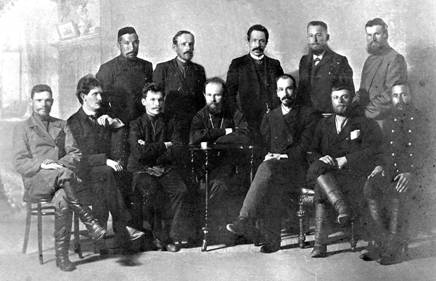
Члены государственной Думы Первого созыва от Вятской губернии. Слева — направо, сидят: С. Я. Тумбусов, В. С. Нечаев, П. Ф. Целоусов, о. Н. В. Огнёв, И. Н. Овчинников, И. О. Кузнецов, Е. П. Мамаев; стоят: Ш. Х. Хусаинов, Н. И. Бирюков, С. В. Ложкин, П. А. Садырин, В. С. Вихарев.

Ива́н О́сипович Кузнецо́в (1867, Слободской уезд, Вятская губерния — 8 августа 1935, Фалёнский район, Кировский край) — депутат Государственной думы I созыва от Вятской губернии.

## Биография
Родился в деревне Мачифрёнки Косинской волости Слободского уезда Вятской губернии. Русский, православный, из зажиточных крестьян. Окончил земское начальное училище. Участник русско-японской войны. Член Всероссийского Крестьянского союза.
16 апреля 1906 избран в Государственную думу I созыва от общего состава выборщиков Вятского губернского избирательного собрания. Входил в Трудовую группу.
10 июля 1906 года в г. Выборге подписал «Выборгское воззвание» и осужден по ст. 129, ч. 1, п. п. 51 и 3 Уголовного уложения, приговорен к 3 месяцам тюрьмы и лишен права баллотироваться на любые выборные должности.
В 1914 мобилизован в армию как резервист. Участник 1-й мировой войны 1914—1918. В 1917 член Партии социалистов-революционеров, член полкового комитета. Депутат Совета крестьянских депутатов в Иркутске. После увольнения из армии член исполкома Вятского губернского совета крестьянских депутатов. Делегат Демократического совещания. Избран депутатом Учредительного собрания от Вятского избирательного округа по списку № 3 (Партия социалистов-революционеров и Совет крестьянских депутатов). Участник заседания Учредительного собрания 5 января 1918.
После разгона большевиками Учредительного собрания вернулся в родную деревню. Был активным участником коллективизации. В 1929 году в своей деревне Мачуфрёнки организовал товарищество по совместной обработке земли из 12 хозяйств, — первый колхоз в Фалёнском районе, — и стал его первым председателем. Позднее работал в райземотделе и райисполкоме.
Умер 8 августа 1935 года, похоронен на Полынском кладбище (село Полынка, Фалёнский район). Сведения о том, что Иван Осипович был в октябре 1937 осуждён на 10 лет по обвинению во вредительстве и антисоветской агитации, не подтверждаются.

## Комментарии
1. ↑  Деревня Мачифрёнки (Манафренская, Мачуфренки, Мацифренки, починок Ссоринский), относившаяся к Косинской волости Слободского уезда, в последующем входила в состав Солдаревского сельсовета Фалёнского района Кировской области; не сохранилась[1].